# Парни из Скотсборо
Парни из Ско́тсборо (англ. Scottsboro Boys) — группа из девяти афроамериканских юношей, в 1931 году представших перед судом штата Алабама по обвинению в изнасиловании. Дело стало поворотной вехой в борьбе против расизма и за справедливый суд. Рассмотрение дела было проведено жюри, состоящим полностью из белых присяжных, отмечено проявлениями лжесвидетельства, отменами приговоров, попытками линчевания и недобросовестностью суда.
25 марта 1931 года несколько хобо путешествовали на грузовом поезде между Чаттанугой и Мемфисом (штат Теннесси). Несколько белых юношей соскочили с поезда и сообщили шерифу, что на них напала шайка чёрных парней. Шериф созвал окружной отряд, остановил и обыскал поезд у города Пейнт-рок (штат Алабама), арестовал темнокожих и обнаружил двух белых девушек, которые обвинили темнокожих  в изнасиловании. Первое слушание дела состоялось в городе Скотсборо (штат Алабама). В ходе трёх последующих судов обвиняемые получали недостаточную юридическую защиту. Все обвиняемые, кроме двенадцатилетнего Роя Райта, были признаны виновными и приговорены к смерти, обычному наказанию в штате Алабама для темнокожих, осуждённых за изнасилования белых женщин. Однако благодаря помощи Коммунистической партии США приговор был обжалован. Верховный суд штата Алабама подтвердил семь из восьми приговоров и назначил новый суд для тринадцатилетнего Джина Уильямса, поскольку тот был несовершеннолетним. Однако главный судья Джон С. Андерсон высказал несогласие и решил, что обвиняемые были лишены беспристрастного жюри, справедливого суда и наказания и эффективной защиты.
Дело было возвращено в суд нижней инстанции, судья разрешил перенос места слушания в город Декейтер (штат Алабама), был назначен судья Джеймс Хортон. В ходе повторных слушаний одна из предполагаемых жертв созналась, что история об изнасиловании была сфабрикована и заявила, что ни один из подсудимых до них не дотронулся. Жюри присяжных проголосовало за виновность подсудимых, но судья отменил вердикт и назначил новый суд. После новой серии судов вердикт остался неизменным. На третий раз жюри, где был один чернокожий присяжный, вынесло новый обвинительный вердикт. В итоге, с четверых обвиняемых были сняты обвинения, остальные пятеро получили сроки от 75 лет до пожизненного заключения. Трое отбыли меру наказания. Один был застрелен тюремным охранником. Двое бежали, были обвинены в преступлениях и возвращены в тюрьму. Кларенс Норрис, самый старший из подсудимых и единственный приговорённый к смертной казни, получил условно-досрочное освобождение, бежал и, начиная с 1946 года, прятался от властей. В 1976 его нашли, и губернатор штата Алабама Джордж Уоллес его помиловал. Норрис написал книгу о своих злоключениях. Последний из группы скончался в 1989 году.
Парни из Скоттсборо получили известность в то время, у них было много сторонников на Севере и много противников на Юге. В настоящее время дело рассматривается как судебная ошибка, которая положила конец существованию белых жюри на Юге. Дело послужило источником вдохновения при создании произведений литературы, музыки, театра, фильмов и телевидения.

## Арест
25 марта 1931 года девять чернокожих юношей и несколько белых парней и две белые женщины путешествовали на товарном поезде Южной железной дороги между Чаттанугой и Мемфисом (штат Теннеси). Близ туннеля под горой Лукаут между чёрными и белыми разгорелась драка и белые были изгнаны из поезда. Поезд был обыскан отрядом на станции Пейнт-рок, Алабама, согласно приказу «задержать каждого негра в поезде». Отряд арестовал девять негров за нападение.
Список арестованных составили: Олен Монтгомери (17 лет), Кларенс Норрис (19 лет), Хейвуд Паттерсон (18 лет), Ози Пауэлл (16 лет), Вилли Робертсон (16 лет), Чарли Уимс (16 лет), Джин Уильямс (13 лет) и братья Энди (19 лет) и Рой Райт (12 лет). Отряд обнаружил двух женщин, Руби Бейтс и Викторию Прайс, заявивших, что их изнасиловали чёрные ребята. Доктор обследовал жертв изнасилования. Широко разошлась их фотография, сделанная после ареста негров. Согласно законам Джима Кроу, бытующим на Юге, афроамериканец мог подвергнуться линчеванию, если хотя бы просто смотрел на белую женщину. Новости об аресте и изнасиловании быстро распространились. Перед тюрьмой Скоттсборо собралась толпа линчевателей, требующих выдачи юношей.
Шериф Мэтт Ванн встал перед тюрьмой и обратился к толпе, заявив, что прикончит первого, кто посмеет войти в дверь. Затем он снял ремень и передал оружие одному из своих заместителей. Он прошёл через толпу, которая расступилась, чтобы пропустить шерифа, никто его не тронул. Шериф прошёл по улице и позвонил губернатору штата Бенджамину Миллеру, который отдал приказ созвать Национальную гвардию штата, чтобы охранять здание тюрьмы, до этапирования арестованных в Гадсден, где им предстояло выслушать обвинение и ожидать суда присяжных (полностью белых). Хотя изнасилование влекло за собой смертную казнь, арестованным не было позволено посоветоваться с адвокатом, большинство были неграмотны.

## Судебный процесс в Скоттсборо
118 национальных гвардейцев штата Алабама, вооружённых автоматами, сопроводили заключённых в суд. В Скоттсборо проходил базарный день, в город съехались фермеры, продававшие свою продукцию и покупавшие необходимые им вещи. Вскоре образовалась толпа в несколько тысяч человек. Ввиду непристойного характера показаний допуск в суд был ограничен. Верховный суд впоследствии описывал ситуацию: «Слушание дела …происходило в напряжённой, враждебной атмосфере и взбудораженного общественного мнения».
Суд проходил с необыкновенной скоростью перед полностью белой аудиторией. Чтобы избежать вспышки насилия, судья и прокурор желали ускорить ход судебных процессов. Суд над первым подсудимым занял полтора дня, остальных подсудимых судили одного за другим в течение одного дня. Судья предписал коллегии адвокатов штата Алабама осуществить юридическую защиту обвиняемых, но из всех адвокатов добровольцем вызвался только один, 69-летний адвокат Мило Муди, который десятилетиями не занимался защитой в суде. Судья упросил Стефана Роди, адвоката по вопросам недвижимости из города Чаттануга, помочь Муди. Роди посетовал, что не располагал временем на подготовку к процессу и не знаком с законами штата Алабама, но согласился помочь Муди со словами «Я буду идти впереди и помогу чем смогу».
Вопреки общепринятой практике, Роди представил свидетельские показания своих клиентов и доводы потерпевших девушек. Ввиду настроения толпы Роди обратился к суду с просьбой перенести место слушания дела, приводя в качестве аргументов газету и отчёты полиции, описав толпу как «побуждаемую любопытством». Судья Хоукинс установил, что толпа испытывала любопытство и не была враждебно настроена. У защитников не было времени ни провести расследование, ни разобраться в законах. В ходе трёх судебных разбирательств несовершеннолетние подсудимые предстали перед судом как взрослые.

### Слушания
- Первыми перед судом предстали Норрис и Уимс. В ходе допроса прокурором потерпевшая Виктория Прайс заявила, что она и потерпевшая Руби Бейтс стали свидетельницами драки, что у одного из чёрных парней было оружие и что все они изнасиловали её под угрозой ножа (буквально под остриём ножа). В ходе перекрёстного допроса адвокатом Роди Виктория Прайс оживляла атмосферу допроса остротами, вызывавшими взрывы хохота[22]. Доктор Бриджес заявил на допросе что у Виктории Прайс не было обнаружено вагинальных разрывов и что несколько часов назад в ней была сперма. Пострадавшая Руби Бейтс до того, как подверглась перекрёстному допросу, вообще не упоминала, что обе они были изнасилованы [23]. Обвинение закончило допросом трёх человек, заявивших, что чёрные парни напали на белых, выкинули их из вагона поезда и «напали» на белых девушек. Обвинение даже не вызвало в суд в качестве свидетелей ни одного из белых парней, участвовавших в драке[24].

В ходе допроса адвокатом подсудимый Чарльз Уимс показал, что не принимал участия в драке, что у Паттерсона был пистолет и что он вообще не видел в поезде белых девушек, пока поезд не достиг Пейнт-рока. Подсудимый Кларенс Норрис ошеломил суд, обвиняя других подсудимых. Он отрицал участие в драке и вообще то, что находился в полувагоне, где произошла драка, утверждал, что видел с крыши следующего вагона, как остальные негры насиловали девушек. Других свидетелей защита в суд не вызывала. В ходе заключительной речи прокурор громогласно воскликнул: «Если вы не приговорите этих людей к смертной казни, электрический стул может быть также отменён». Защита вообще отказалась от заключительной речи и даже не привела доводов против применения смертной казни к своим подзащитным. Суд начал рассмотрение следующего дела, когда жюри присяжных ещё находилось в комнате для совещаний. Первое жюри присяжных совещалось меньше двух часов, вынесло обвинительный вердикт и предложило в качестве меры наказания смертную казнь для Уимса и Норриса.
- Суд над Паттерсоном начался, когда дела Норриса и Уимса ещё находилось на обсуждении жюри. Когда присяжные вернулись с вердиктом для первого суда, жюри присяжных для второго суда было в полном составе удалено из зала суда. Когда был объявлен обвинительный вердикт, зал суда и толпа вокруг суда разразились обвинительными криками. Музыкальная группа, прибывшая для участия в шоу компании Форд Мотор, заиграла «Hail, Hail the Gang’s All Here» и «There’ll be a Hot Time in the Old Town Tonight»[27][28]. Толпа торжествовала столь громко, что второе жюри, находившееся в зале суда, предположительно могло это слышать. После волнения защита пожаловалась на нарушение юридических норм в ходе суда, но судья Хоукинс отклонил протест, и допрос, как и второе судебное разбирательство, продолжился[29]. В ходе второго допроса прокурором Виктория Прайс в основном повторяла, что Паттерсон её изнасиловал. Она также обвинила Паттерсона в том, что он стрелял по одному из белых парней. От себя Прайс добавила: «Ни с кем из белых кроме мужа я не вступала в половые сношения. Я хочу, чтобы это знали»[27][28]. Доктор Бриджес повторил свои показания перед вторым жюри.

Другие свидетели показали, что «негров» вывели из того же полувагона, что и девушек. Фермер заявил, что видел белую женщину [на поезде] с чёрными парнями. Паттерсон опять повторил, что видел Прайс и Бейтс в полувагоне, но ничего им не сделал. На перекрёстном допросе он показывал, что «все негры, кроме этих троих, изнасиловали девушку», но затем изменил свои показания, заявляя что вообще не видел «никаких белых женщин», пока поезд «не пришёл в Пейнт-рок». Юный брат Райта показал, что Паттерсон не принимал участия в изнасиловании, но что у девяти чёрных парней был секс с девушками. На перекрёстном допросе Рой Райт показал, что Паттерсон «не принимал участия в изнасиловании» и что «у высокого чёрного попутчика был пистолет. Здесь он не присутствует». Он заявил, что тоже находился на крыше вагона и что у Кларенса Норриса был нож. Другие подсудимые, Энди Райт, Джин Уильямс и Ози Пауэлл, показали, что вообще не видели женщин в поезде. Олен Монтгомери показал, что он ехал в одиночку и даже не знал, что случилось. Жюри быстро осудило Паттерсона и приговорило его к смертной казни через электрический стул.
Следующий суд начался спустя минуты по окончании предыдущего. Жюри опять было удалено из зала суда, когда оглашался вердикт по предыдущему суду. Виктория Прайс снова подтвердила свои показания, добавив что негры разбились на две группы по шесть человек, чтобы изнасиловать её и Руби Бейтс. Прайс также обвинила Джина Уильямса в том, что он держал нож у её горла и обвинила остальных ребят, что у них были ножи. В ходе перекрёстного допроса она углублялась в детали, добавив, что кто-то приставил нож к белому парню Джили во время изнасилований. Суд также объявил перерыв для оглашения обвинительного вердикта предыдущим судом, на этот раз шума не было. Руби Бейтс подозвали к скамье обвиняемых для опознания пяти из двенадцати парней, вошедших в полувагон, вытолкавших белых и «изнасиловавших» её и Викторию Прайс. Следующим свидетелем обвинения снова выступил доктор Бриджес, он повторил свои предыдущие показания.
На перекрёстном допросе Бриджес показал, что не выявил движения сперматозоидов в обеих женщинах. Он также показал что подсудимый Уилли Робертсон «болен сифилисом и гонореей в тяжёлой форме». Также доктор признал, что Прайс говорила ему что имела секс со своим мужем и что у Бейтс тоже были половые сношения до этого. Защита вызвала в качестве свидетелей самих обвиняемых, новых доказательств предъявлено не было. Следующий свидетель обвинения показал, что Робертсон бежал по крыше поезда, перепрыгивая через вагоны, и что он находился в лучшей физической форме, чем он заявлял. Сим Джили показал, что видел «всех пятерых в полувагоне», но не подтвердил, что видел как насиловали женщин. Защита снова отказалась от заключительной речи. Неожиданно обвинение стало приводить новые аргументы. Защита энергично протестовала, но суд дал разрешение. Затем судья Хоукинс проинструктировал присяжных, заявив, что любой подсудимый, оказывавший помощь преступнику, виновен так же, как и сам преступник. Присяжные начали совещание в четыре часа после полудня.
- Обвинение согласилось с тем, что не будет требовать смертной казни для 12-летнего Роя Райта, поскольку он слишком молод для этого[39]. Обвинение представило только показания потерпевших Прайс и Бейтс. В девять часов вечера того же дня дело перешло на рассмотрение жюри, оба жюри совещались в одно время.

### Приговор
В четверг 9 апреля 1931 года в 9 утра пять подсудимых, представших перед судом в среду, были признаны виновными. По делу Роя Райта жюри не пришло к согласию, о чём и было заявлено в полдень. Все присяжные согласились, что он виновен, семеро из них настаивали на смертной казни, пятеро — на пожизненном заключении. Судья Хоукинс заявил о нарушении юридических норм в ходе судебного разбирательства. Восемь осуждённых были собраны 9 апреля 1931 года, их приговорили к смертной казни через электрический стул. По сообщению агентства Associated Press подсудимые вели себя «спокойно» и «стоически» в то время как судья Хоукинс выносил одному за другим смертный приговор. Судья Хоукинс установил датой приведения приговора в исполнение 10-е июля 1931 года, самый краткий срок, разрешаемый штатом Алабама. После подачи апелляционных жалоб Верховный суд штата Алабама отложил исполнение приговора на неопределённый срок в 72 часа. Камеры парней из Скоттсборо соседствовали с камерой, где происходили казни, они слышали как проходила казнь Уильяма Хоукса 10 июля 1931 года, позднее они вспоминали, что он «умирал тяжело».

### Реакция Коммунистической партии США
Демонстрация в Гарлеме привлекла к делу внимание Коммунистической партии США. Член партии из Чаттануги Джеймс Аллен издавал газету Southern Worker и опубликовал материал о «бедственном положении мальчиков». Партия использовала своё легальное оружие, организацию International Labor Defense (ILD), организации удалось убедить родителей осуждённых доверить защиту адвокатам Джозефу Бродски и Джорджу У. Чемли. Национальная ассоциация содействия прогрессу цветного населения также предложила свою помощь и услуги известного адвоката Кларенса Дарроу, однако парни из Скоттсборо решили доверить продвижение своих апелляционных жалоб ILD. Чемли потребовал проведения новых судов для всех осуждённых. Были проведены частные расследования, которые установили, что Прайс и Бейтс занимались проституцией в Теннесси, регулярно обслуживая белых и чернокожих клиентов. Чемли предложил судье Хоукинсу принести показания под присягой, судья запретил читать это показание вслух. Защита убеждала, что есть доказательство того, что две потерпевшие лгали в зале суда. Чемли требовал перенести место суда из Скоттсборо, приводя в качестве аргумента шум толпы.

## Рассмотрение апелляций Верховным судом штата Алабама
После того как судья Хоукинс отказал в ходатайстве о проведении нового суда, адвокат Джордж У. Чемли подал апелляцию. Ему удалось добиться отсрочки приведения приговора в исполнение. К Чемли присоединились адвокат Коммунистической партии Джозеф Бродски и адвокат ILD Ирвинг Шваб. Команда адвокатов упирала на то, что у их подзащитных не было достаточной юридической помощи, у адвокатов не было возможности подготовиться к делу, толпа оказывала воздействие на жюри присяжных и, наконец, исключение негров из состава жюри присяжных противоречило Конституции. Верховный суд штата не нашёл ошибок в ходе судебного процесса.
24 марта 1932 года Верховный суд штата Алабама отклонил апелляции семерых из восьми парней из Скоттсборо, оставив в силе приговоры суда низшей инстанции для всех, кроме 13-летнего Джина Уильямса, для которого назначили новый суд, поскольку он был подростком, что спасло его от грозящего ему электрического стула. Верховный суд оставил в силе вердикт присяжных, подтвердил допрос Руби Бейтс, но пересмотрел показания различных свидетелей. Ввиду «найденного нового доказательства» суд постановил: «Нет сомнений, что подсудимые вступили в половые сношения с предполагаемой жертвой…с её согласия…поэтому подсудимым отказано в проведении нового суда». По поводу представления интересов подсудимых в ходе суда Верховный суд ответил «Интересы подсудимых представлял адвокат, который подверг свидетелей обвинения тщательному перекрёстному допросу и представил все доступные доказательства». Суд снова подтвердил семь из восьми приговоров и продлил срок приведения приговоров в исполнение.

### Особое мнение судьи Андерсона
Главный судья Джон С. Андерсон выразил несогласие с приговором, согласившись с ходатайствами защиты. Андерсон постановил, что суд был необъективным, и энергично оспорил решение подтвердить приговоры. Андерсон писал: «В то время, как Конституция гарантирует обвиняемому скорое судебно разбирательство, очень важно, чтобы жюри присяжных было справедливым и беспристрастным, ex vi termini, свободным от предубеждений и предрассудков, и прежде всего от принуждения и запугивания». Андерсон указал на то, что солдаты Национальной Гвардии каждый день приводили подсудимых из камеры и что «одного этого факта было достаточно, чтобы оказать принудительный эффект на присяжных». Андерсон подверг критике представление интересов подсудимых. Он отметил, что адвокат Родс "отказался выступить в роли утверждённого адвоката и выступал только как amicus curiae. Он продолжил: „Подсудимым было отказано в перенесении суда в другой округ … возможности местного адвоката при подготовке к процессу были ограничены“. Более того „их интересы должен был представлять по возможности более компетентный адвокат“.
В качестве примера недостаточно усердной подготовки к процессу со стороны защиты судья Андерсон указал на то, что защита не представила неоспоримых доводов . По поводу волнения в зале суда Андерсон отметил, что „имел место взрыв аплодисментов…и это не могло не оказать влияния“. Судья отметил, что наказание за изнасилование варьируется от десяти лет заключения до смертной казни, что следовало признать некоторых из ребят виновными в меньшей степени, чем остальных» и поэтому они должны были подвергнуться менее тяжкому наказанию. Андерсон заключил: «Независимо от того, насколько отвратительным было преступление, насколько ясными были доказательства, насколько деградировал или даже огрубел преступник, Конституция, закон, дух англо-американской свободы требует справедливого и беспристрастного суда».

## Рассмотрение апелляций Верховным судом США
10 октября 1932 года дело в атмосфере строгой секретности поступило на рассмотрение в Верховный суд США. Для представления интересов подсудимых в ходе рассмотрения апелляции организация ILD наняла адвоката Уолтера Поллака. Штат Алабаму представлял окружной прокурор штата Томас Найт-младший. Поллак привёл доводы, что в отношении подсудимых не было проведено надлежащей правовой процедуры вследствие настроения толпы и назначения неподходящего адвоката и его недостаточных действий в ходе суда.
Напоследок Поллак заявил, что афроамериканцы систематически исключались из составов жюри присяжных и это противоречит 14-й поправке к Конституции. Найт возразил, что настроение толпы не оказывало воздействие на суд и что Верховный суд штата Алабама установил, что суд был честным и представление интересов подсудимых адвокатом «действенным». Найт заявил суду, что не будет приносить «извинений».
В своём решении, ставшим эпохальным, Верховный суд США отменил приговоры осуждённым на основании того, что статьи о процессах Конституции США гарантируют эффективную помощь адвоката в ходе уголовного суда. В мнении, представленном судьёй Джорджем Садерлендом заявлялось что подсудимые были лишены эффективной юридической защиты. В тексте решения часто цитировалось мнение главного судьи верховного суда штата Алабамы Андерсона. Верховный суд не стал упрекать адвокатов Муди и Роди за недостаточную юридическую защиту, отметив, что оба адвоката заявили судье Хоукинсу, что у них не было времени для подготовки к процессу. Вместо того, чтобы удовлетворить просьбу адвокатов, судья Хоукинс «незамедлительно устремился в суд». Эта победа не сделала парней из Скоттсборо невиновными, суд постановил только, что судебная процедура нарушила их права на соответствующий процесс согласно Пятой и Четырнадцатой поправкам. Верховный суд направил дело обратно судье Хоукинсу для проведения повторного суда.

## Судебный процесс в Декейтере
Когда дело, ставшее cause célèbre, вернулось судье Хоукинсу, он удовлетворил просьбу о перенесении места суда. Защита просила провести суд в городе Бирмингем, штат Алабама, но суд был перенесён в небольшой сельский район Декейтер штата Алабама. Дома предполагаемых жертв находились недалеко, район находился под контролем Ку-клукс-клана. Американская коммунистическая партия продолжала осуществлять контроль над защитой подсудимых, наняв нью-йоркского адвоката Сэмюэля Лейбовича, адвокат Джозеф Бродски остался в составе команды защиты. Дело было направлено окружному судье Джеймсу Эдвину Хортону и рассматривалось в округе Морган. Назначение Хортона вызвало возбуждение местного населения. В ходе судебного процесса Хортон возил в своём автомобиле заряжённый пистолет.
За два года прошедших с начала первых судов враждебность местного населения к парням из Скоттсборо не утихла. Однако некоторые считали подсудимых жертвами закона Джима Кроу. Около ста репортёров заняли мести для прессы в зале суда. Сотни остальных расположились на газоне у здания суда. Национальные гвардейцы в одноцветной форме смешались с толпой, озираясь в поисках любого тревожного признака. Люди шерифа доставляли подсудимых в зал суда в патрульной машине под охраной двух машин с вооружёнными автоматами помощниками шерифа. В зале суда парней из Скоттсборо, одетых в голубые тюремные комбинезоны (за исключением Роя Райта который не был осуждён. Он носил повседневную одежду. Birmingham News описывала его «одетым как жиголо из Джорджии»), посадили на скамью. Их охраняли гвардейцы. Лейбович выразил своё доверие «богобоязненному народу Декейтера и округа Морган» и затем подал предварительное ходатайство об аннулировании обвинительного заключения на том основании, что чернокожие систематически исключались из состава большого жюри. Хотя его ходатайство было отклонено, этот вопрос поднимался в текстах последующих апелляций. Окружной прокурор Томас Найт ответил на ходатайство защиты «Штат не пойдёт ни на какие уступки. Сядьте на своё место».
Лейбович вызвал редактора еженедельной газеты Скоттсборо, который показал, что ни разу не слышал о чернокожем присяжном в Декейтере потому что «они все воры». Затем он вызвал мировых судей для объяснения отсутствия афроамериканцев в составах жюри округа Джексон. На обвинения Лейбовича, что они исключают негров из составов жюри, они, казалось, не понимали, в чём их обвиняют. Выглядело так, будто исключения негров происходят непроизвольно. Возможно, что местные судьи вообще никогда не думали о неграх, лишённых права голосовать, после того как конституция штата Алабама лишила их гражданских прав. Лейбович вызывал местных негритянских дипломированных специалистов для того, чтобы показать их пригодность в качестве присяжных. Лейбович вызвал Джона Сэндфорда, афроамериканца из Скоттсборо. Когда Найт начал обращаться с ним без уважения, Лейбович вскочил на ноги и заявил: «А сейчас слушайте, господин окружной прокурор, я предупредил вас дважды об обращении с моими свидетелями. [Прошу вас] в последний раз, отойдите в сторону, уберите палец от его глаз и называйте его мистером». Судья резко оборвал Лейбовича. После отклонения ходатайства эта законная просьба позднее привела ко второму удивительному решению Верховного суда США.

### Суд над Паттерсоном
Судья Хортон назначил первым судебным процессом дело Паттерсона и начал отбор состава присяжных. Лейбович выразил протест, что афроамериканские присяжные опять оказались исключенными из состава коллегии присяжных. Он спросил чиновника, занимающегося отбором состава присяжных, есть ли негры вообще в списках кандидатов в присяжных, а затем усомнился в честности его ответа. Этот допрос белого чиновника проходил в присутствии местных жителей, «методично жующих табак». Этой ночью Национальная Гвардия выставила пятерых часовых с примкнутыми штыками перед резиденцией Лейбовича. К концу пятницы был отобран состав присяжных, которые были изолированы в отеле Lyons.
2 апреля в понедельник в первый день суда над Паттерсоном у здания суда собралась толпа. Пострадавшая Виктория Прайс всего за шестнадцать минут рассказала свою историю без «ярких деталей», которым она прибегала в ходе судов в Скоттсборо. Защита потребовала, чтобы она говорила под присягой и под протокол, чтобы учесть любые несоответствия. Найт вытащил из своего портфеля разорванные трусы и предложил их обозрению присяжных. Лейбович использовал модель поезда длиной в 32 фута, которую он положил перед местом свидетелей, чтобы проиллюстрировать различные моменты позиции защиты. Когда он попросил Прайс показать на модели место, где пострадавшая была изнасилована, она ответила: «Поезд был больше. Намного больше. Это игрушка». Лейбович позднее признал, что Прайс была одной из самых несгибаемых свидетелей, которых он когда-либо допрашивал. Её ответы были уклончивы и насмешливы. Она часто прибегала к ответам: «Я не могу вспомнить» или «Я не буду говорить». В один из моментов, когда Лейбович уличил свидетельницу в противоречии показаний, она воскликнула, указав пальцем на Паттерсона «Одну вещь я никогда не забуду, это то, что тот, кто сидит справа, изнасиловал меня». Адвокат задал вопрос о её блуде и внебрачных связях в Хантсвилле, но суд поддержал протест обвинения. Прайс настаивала, что провела вечер перед поездкой в поезде в доме миссис Кали Броши в Чаттануга. Лейбович спросил, может быть, она провела вечер в притоне бродяг с Лестером Картером и Джеком Тиллером, но она отрицала это. Лейбович заявил, что миссис Калли Броши это вымышленный персонаж рассказа газеты «Saturday Evening Post» и предположил, что рассказ Прайс является таким же вымыслом.
Историк Джеймс Гудмен заключает «Лейбович уже имел дело с закалёнными свидетелями, Прайс была ещё не самой испорченной из них. Также она была не первой, кто прибегали к изумлённым взглядам. Когда её припирали к стенке, казалось, что она вскочит с места и ударит адвоката. Она не была первой свидетельницей, которые вели себя уклончиво, саркастически и грубо. Однако она была первой свидетельницей, прибегающей к доводам о пробелах в памяти, грубости, полному отсутствию вежливости и временами даже к незнанию, что давало ей большое преимущество». Большинство белых, находящихся в зале суда, испытывали неприязнь к Лейбовичу за то, что он был евреем из Нью-Йорка, нанятым коммунистами, и за то что он обращался с белой южанкой (даже из низшего класса) как со враждебным свидетелем. Некоторые сомневались в том, что ему удастся покинуть Декейтер живым. Капитан Национальной Гвардии Джо Барелсон обещал судье Хортону, что будет защищать Лейбовича и подсудимых «пока у нас будут патроны или живые солдаты». Когда капитан Барелсон получил известие, что к ним движется группа, имевшая цель «позаботиться о Лейбовиче», он поднял разводной мост через реку Теннесси, чтобы отсечь эту группу от Декейтера. В то же время судья Хортон осознавал, что местные жители также представляют опасность для подсудимых. В один из моментов заседания он удалил присяжных из зала и обратился к публике в зале суда: «Я хотел бы, чтобы было известно: эти заключённые находятся под защитой суда. Этот суд намерен защищать этих заключённых и прочих участников судебного заседания». Письма с угрозами приходили также и с Севера. Одно из писем, пришедших из Чикаго, гласило: «Если эти парни умрут, за полгода в вашем штате умрут пятьсот человек». В ходе перекрёстных допросов Лейбович систематически разбивал показания каждого свидетеля обвинения.
Во время перекрёстного допроса доктора Бриджеса он задал ему вопрос «Вы можете сказать обо всём деле только то, что обе женщины показали, что имели половые сношения?». Билетёр станции Пейнт-рок У. Г. Хилл показал, что видел женщин и негров в одном вагоне, но на перекрёстном допросе признал, что не видел женщин, пока те не покинули поезд. Полицейский Том Русо первоначально сделал схожее показание, но на перекрёстном допросе признал, что нашёл подсудимых в разных вагонах в начале поезда. Ли Адамс, показавший, что видел драку, позднее признал, что находился в четверти мили от железнодорожных путей. Ори Доббинс повторил, что видел женщин, пытающихся выпрыгнуть из поезда, но Лейбович представил фотографии, доказывающие что Доббинс вообще не мог видеть того, о чем говорил. Доббинс также настаивал на том, что видел девушек в женской одежде, хотя другие показывали, что они были в комбинезонах. Обвинение отказалось от допроса доктора Марвина Линча (другого доктора, проведшего обследования), поскольку они повторяли предыдущие показания. Много лет спустя судья Хортон заявил, что Линч признался в том, что женщины не были изнасилованы и смеялись, когда он их осматривал. Он заявил, что если бы он дал показания в пользу защиты, то с его практикой в округе Джексон было бы покончено. Думая, что Паттерсон будет оправдан, судья Хортон не стал вынуждать доктора Линча давать показания, но до его сознания начало доходить, что подсудимые были невиновны.

### Защита
Лейбович начал свои действия, вызвав жителя Чаттануги Далласа Рамси, который показал, что его дом соседствовал с притоном хобо, о котором упоминалось ранее, и то, что он видел, как Прайс и Бейтс сели там на поезд вместе с белым юношей. Это произошло утром в день предполагаемого изнасилования. Железнодорожный пожарный Перси Рикс показал, что видел двоих девушек, пробежавших вдоль правой стороны поезда после того, как тот остановился в Пейнт-роке. Женщины бежали, будто пытаясь ускользнуть от полиции. Лейбович вызвал на допрос гинеколога из Чаттануги доктора Эдварда А. Рейхмана, который показал, что ситуация, когда женщину насилуют шестеро мужчин и на ней остаются только следы спермы, невозможна. Затем Лейбович вызвал Лестера Картера, показавшего, что он имел половые отношения с Бейтс, а Джек Тилер занимался сексом с Прайс за два дня до предполагаемого изнасилования. Он показал, что ехал на поезде утром в день арестов и Прайс просила молодого Орвилла Джилли подтвердить, что была изнасилована, на что тот приказал ей «убираться в ад».
Обвинитель округа Морган Уэйд Райт подверг Картера перекрёстному допросу. Райт пытался выбить признание из Картера о том, что его показания куплены Коммунистической партией, но свидетель отрицал это. Однако он признал, что адвокат защиты Джозеф Бродски заплатил за него ренту и купил ему новый костюм. Пятеро подсудимых показали, что не видели Прайс и Бейтс до того, как поезд остановился в Пейнт-роке. Уилли Робертсон показал, что страдает от сифилиса с язвами, что мешает ему ходить пешком и что он находился в машине в конце поезда. Олен Монтгомери показал, что ехал один в цистерне всю поездку и не знал ничего ни о драке, ни о предполагаемом изнасиловании. Оззи Пауэлл сказал, что не участвовал в драке, но видел драку между белыми со своей позиции между вагоном и полувагоном, куда он прицепился. Он заявил, что видел, как белые ребята спрыгивали с поезда. Робертсон, Монтгомери и Пауэлл отрицали, что были знакомы друг с другом и с другими подсудимыми до этого дня. Энди Райт, Джин Уильямс и Хейвуд Паттерсон показали, что они ранее знали друг друга и не видели женщин, пока поезд не остановился в Пейнт-роке. Найт спрашивал их по поводу предполагаемых различий в показаниях, которые они дали сейчас и ранее на суде в Скоттсборо. Однако подсудимые стояли на своём. Хейвуд Паттерсон показал, что вообще не видел женщин до остановки в Пейнт-роке. В ходе перекрёстного допроса Найт кричал, грозил пальцем, бегал взад-вперёд перед подсудимым. В один из моментов Найт задал вопрос: «Вас судили в Скоттсборо?». Паттерсон ответил: «Меня подставили в Скоттсборо». Найт воскликнул: «Кто приказал вам сказать это?» Паттерсон ответил: «Я приказал себе сказать это».
После того, как защита попросила перерыв, кто-то передал Лейбовичу записку. Посовещавшись вполголоса, адвокаты заняли свои места. Лейбович вызвал одного из последних свидетелей. Было известно, что Руби Бейтс отсутствовала. За несколько недель до суда она исчезла из своего дома в Хантсвилле, всем шерифам штата Алабамы было приказано искать её, поиски не увенчались успехом. В этот момент двое охранников, вооружённых винтовками с примкнутыми штыками открыли двери суда, и вошла Бейтс «в стильной одежде, с опущенными глазами». Все повернулись. Судья Хортон вытаращил глаза. Прокуроры были в ярости. Спутница Бейтс Виктория Прайс, узнав её, бросила свирепый взгляд. Окружной прокурор Найт обратился к Прайс с предупреждением: «Держите себя в руках».
Девушку, предполагаемую жертву изнасилования, привели к присяге. После того, как защита в ходе перекрёстных допросов разрушила показания стольких свидетелей, казалось, что показания Бейтс станут последним ударом по позиции обвинения. Бейтс показала, что никакого изнасилования не было, и никто из подсудимых не трогал её и даже не разговаривал с ней. На вопрос подверглась ли она изнасилованию 25 марта 1931, Бейтс ответила: «Нет, сэр». На вопрос, почему она лгала ранее, Бейтс ответила «Я солгала только из-за Виктории. Она сказала что мы, возможно, останемся в камере, если не придумаем историю после того, как пересечем границу штата вместе с мужчинами». Бейтс заявила, что Прайс сказала «Мне будет всё равно, даже если всех негров в Алабаме посадят в кутузку». Она признала, что за два дня до выдвижения обвинений вступала в половые сношения с Честером Картером на сортировочной станции Хантсвилла. Наконец, она показала что была в Нью-Йорке и решила вернуться в Алабаму, чтобы сказать правду по настоянию преподобного Гарри Эмерсона Фосдика из Нью-Йорка. На перекрёстном допросе Найт задал вопрос Бейтс, где она раздобыла свою стильное пальто, шляпу и туфли. Бейтс ответила, что за одежду заплатила Коммунистическая партия. Жюри присяжных сразу же утратило своё к ней доверие. Судья Хортон предупредил зрителей в зале суда, что если они не прекратят смеяться над её показаниями, то он прикажет удалить их из зала.

### Заключительные речи
В заключительной речи обвинение попыталось сыграть на антисемитских высказываниях. Уэйд Райт подливал масла в огонь, называя Лестера Картера, парня Руби Бейтс, «мистером Катерински» и «самым миловидным евреем» которого он когда-либо видел. Он говорил: «Известно ли вам, что свидетели защиты покупаются и оплачиваются? Надеюсь, бог смилостивится над душой Руби Бейтс. Сейчас вопрос стоит в том: Будет ли правосудие в штате Алабама покупаться и продаваться за деньги евреев из Нью-Йорка». Лейбович выразил протест и попросил провести новый суд. Судья Хортон отказался провести новый суд, при этом он заявил жюри присяжных «не принимать эти замечания к сведению». Один из авторов описывает заключительную речь Райта как «ныне известная травля евреев перед жюри».
Автор писал: «Пока Райт не начал свою речь, большинство газетчиков полагали, что есть зыбкий шанс на оправдание, по крайней мере, шанс на то, что жюри присяжных не придёт к единому мнению. Но… После этого защита оказалась беспомощной». В своей заключительной речи Лейбович назвал речь Райта обращением к местному фанатизму, назвал слова Райта о коммунистах «одурманиванием» жюри. Он описал себя как патриота, «рузвельтовского демократа», служившего в газете Stars and Stripes в годы Первой мировой войны, «когда не говорилось о евреях или не евреях, белых или чёрных». На замечание Райта о «еврейских деньгах» Лейбович указал, что защищает парней из Скоттсборо бесплатно и при этом ещё и оплачивает расходы жены. Лейбович убеждал: «Я желаю только увидеть, как этому бедному слабоумному цветному мальчику, находящемуся здесь, и прочим подсудимым, проходящим по другим делам, выпадет на игральных костях счастливое число. Это потому что я полагаю, перед богом, что они есть жертвы подлого заговора». Лейбович со смаком атаковал Прайс, называя её показания «глупой, презренной, возмутительной ложью». Адвокат закончил речь молитвой «Отче наш» и призвал жюри присяжных или оправдать подсудимых или назначить им смертную казнь и ничего третьего. Окружной прокурор Найт выступил с опровержением, он закричал, что если жюри установит невиновность Хейвуда, то присяжным нужно будет «надеть ему на шею гирлянду из роз, накормить ужином и отправить в Нью-Йорк». Он продолжил, что исходя из доказательств «может быть только один вердикт — смерть на электрическом стуле за изнасилование Виктории Прайс».
Коллегия присяжных начала совещаться в субботу утром и объявила, что вынесла вердикт, на следующее утро в десять часов, в то время как многие жители Декейтера находились в церкви. Старшина присяжных Джин Бейли вручил написанный от руки вердикт судье Хортону. Жюри присяжных приняло вызов Лейбовича, установило, что подсудимый был виновен и приговорило Хейвуда Паттерсона к смертной казни на электрическом стуле. Джин Бейли одиннадцать часов выступал за пожизненное заключение, но в итоге согласился применить смертную казнь.

### Новый суд над Паттерсоном
Защита обратилась с просьбой о новом суде. Полагая, что подсудимые невиновны, судья Джеймс Эдвин Хортон согласился отклонить обвинительный вердикт. Хортон постановил, что в настоящее время оставшиеся подсудимые не смогут рассчитывать на справедливый суд и отложил суды над ними на неопределённый период. Он знал, что это может стоить ему места, так как его не перевыберут.
Судья Хортон принял решение провести новый суд в городе Атенс округа Лаймстоун (штат Алабама), и зачитал решение потрясённым присяжным и разъярённому Найту.

«Эти женщины показали…что несправедливо обвинили двоих негров…Эта тенденция со стороны женщин показывает, что они имеют предрасположенность к ложным обвинениям…Суд больше не будет искать новых доказательств».
Оригинальный текст (англ.)These women are shown ... to have falsely accused two Negroes ... This tendency on the part of the women shows that they are predisposed to make false accusations... The Court will not pursue the evidence any further.
— судья Джеймс Э. Хортон
Хортон назначил новый суд. Для Паттерсона он должен был стать четвёртым.
Когда судья Хортон объявил о своём решении, Найт заявил, что повторит попытку осудить Паттерсона. Он сказал, что нашёл Орвилла Джилли, белого парня из полувагона, который полностью подтвердит рассказ Виктории Прайс. Также по просьбе Найта судью Хортона заменили на судью Уильяма Вашингтона Каллахана. Каллахан был расистом и сообщил жюри присяжных, что ни одна белая женщина не вступит добровольно в половые отношения с чёрным.

### Новые суды под председательством Каллахана
Суды в Декейтере проходили с ноября 1933 по июль 1937. Судья Каллахан изъявил желание, чтобы о деле не упоминалось «на первых полосах американских газет». Он запретил фотографам находиться в зале суда и велел убрать печатные машинки со словами «Здесь больше не будут делать картинки». Судья приказал, чтобы суды начинались по вечерам, и отвёл на каждый суд строгий трёхдневный срок. Каллахан убрал охранников адвокатов защиты и убедил губернатора штата Алабамы Бенджамина Мика Миллера удалить Национальную гвардию. Защита попросила перенести место суда, представив показания сотен местных жителей, настроенных против обвиняемых, что показывало «преобладание предвзятого мнения» против подсудимых. Обвинение возразило, что имеет доказательства лживости части этих показаний и показало, что более чем шестеро людей, давших показания, к этому времени уже умерли. Защита пожаловалась, что получает многочисленные угрозы смерти, на что судья ответил, что сам он и команда обвинения получила ещё больше угроз от коммунистов. Просьба была отклонена. Лейбович заставил члена комиссии адвоката Муди и клерка округа Джексон С. А. Ванна просмотреть все списки присяжных, чтобы показать, что они не содержат имён негров. После нескольких часов чтения списков адвокат Муди объявил, что несколько имён принадлежит неграм.
Лейбович получил образцы почерка от всех присутствующих, пока кто-то не сказал, что почерк, похоже, принадлежит ему самому. Лейбович вызвал эксперта-графолога, который показал, что эти имена были добавлены бывшим членом жюри присяжных Морганом. Судья Каллахан не постановил, что исключение кандидатур присяжных по расовому признаку является конституционным, а только то, что у защиты нет доказательств, о чём все хорошо знали. Позволив Лейбовичу сделать запись по этому поводу, судья Каллахан дал основания для повторной апелляции по делу в Верховный суд США. В дальнейшем это стало основанием для решения суда о том, что имело место исключение негров из состава жюри присяжных.
Новый суд над Хейвудом Паттерсоном в Декейтере начался 27 ноября 1933. Тридцать шесть потенциальных присяжных признали, что имеют по делу «определённое мнение», что побудило Лейбовича обратиться с просьбой о перемене места суда. Каллахан отказал в просьбе. Он исключил доказательство защиты, которое Хортон принял, воскликнув при этом «Судья Хортон не может [сейчас] помочь вам». В ходе процесса судья обычно принимал протесты обвинения и отклонял протесты защиты. Прайс снова показала, что дюжина вооружённых негров ворвалась в полувагон. Она сказала, что Паттерсон выстрелил и приказал всем белым кроме Джилли покинуть поезд. Потерпевшая заявила, что негры порвали на ней одежду и периодически насиловали её, угрожая ножом, и указала на Паттерсона как на одного из насильников. Прайс сказала, что негры изнасиловали её и Бейтс, после чего заявили, что увезут их на север или скинут их в реку. Она показала, что упала, выходя из полувагона, потеряла сознание и, придя в себя, подошла к складу на станции Пейнт-рок.
Лейбович допрашивал её, пока судья Каллахан не остановил заседание до следующего дня. На следующее утро Лейбович подытожил, указав на множество расхождений между её различными версиями изнасилования. Судья Каллахан прерывал перекрёстные допросы Прайс, называя вопросы защиты «спорами со свидетелем», «несущественными», «бесполезными», «потерей времени» и даже «незаконными». Несмотря на множество противоречий, Прайс стойко отстаивала свои показания, что Паттерсон изнасиловал её. Показания Орвилла Джилли на суде в Декейтере стали некоторой сенсацией. Он отрицал, что является «подкупленным свидетелем», повторяя свои показания о вооружённых неграх, приказавших белым выйти из поезда. Он подтвердил рассказ Прайс об изнасиловании, добавив, что прекратил изнасилование, убедив негра, державшего оружие, приказать насильникам остановиться, «пока они не убили женщину». На перекрёстном допросе Лейбович долго допрашивал его о противоречиях между его рассказом и показаниями Прайс, но он оставался «спокойным». Джилли показал, что встретил Лестера Картера и женщин вечером перед предполагаемым изнасилованием и угостил их кофе и сандвичами. Каллахан прервал свидетеля, прежде чем Лейбович успел задать вопрос, а не ходил ли он «куда-нибудь с ними» этой ночью. Обвинение вызвало нескольких белых фермеров, которые показали, что видели драку в поезде и девушек, «пытавшихся выйти», но подсудимые затащили их обратно.
Лестер Картер, показавший на первом суде в Декейтере, что Прайс и Бейтс вступали с ним и Джилли в половые отношения в притоне для хобо в Чаттануге до предполагаемого изнасилования (что могло объяснить наличие спермы, найденной в потерпевших) предстал перед судом в качестве свидетеля защиты. Но судья Каллахан не позволил ему повторить свои показания на суде, заявив, что любые подобные показания «несущественны». Руби Бейтс была, по-видимому, слишком больна, чтобы совершить поездку. Она подверглась операции в Нью-Йорке. Лейбович обратился с просьбой, чтобы было заслушано её показание под присягой в качестве предсмертного заявления. Бейтс оставалась в живых в течение трёхдневного перерыва в заседаниях, и судья Каллахан отклонил просьбу. Хотя защита нуждалась в показаниях Бейтс, и её показание под присягой прибыло, дело было передано присяжным, и они так его и не заслушали полностью. Хейвуд Паттерсон признал, что ругался с белыми парнями, но только потому что они начали первыми. Он отрицал, что видел белых женщин до станции Пейнт-рок. На перекрёстном допросе Найт предъявил материалы предыдущих показаний Паттерсона на суде в Скоттсборо, где он показал, что не трогал женщин, но видел, как пятеро других подсудимых насиловали их. Лейбович обратился с протестом, заявив, что Верховный суд США установил незаконность предыдущих показаний. Судья Каллахан допустил эти показания, хотя не допустил показаний Паттерсона, где он заявлял, что не видел женщин до Пейнт-рока.
Паттерсон объяснил расхождения в показаниях: «Мы были напуганы, и я не знал что говорю. Они сказали нам, что если мы не признаемся, то нас убьют — выдадут толпе снаружи». Паттерсон заявил, что когда подсудимые находились в тюрьме округа Джексон, им угрожали охранники и милиционеры. Он заявил, что им угрожали даже в присутствии судьи. Паттерсон указал на Х. Г. Бейли (H.G. Bailey), обвинителя на его суде в Скоттсборо, и заявил «И мистер Бейли вон там — он сказал что отправит всех ниггеров на электрический стул. Так или иначе в этом мире слишком много ниггеров».
Заключительные речи проходили с 29 по 30 ноября без перерыва на день благодарения. Каллахан ограничил каждую речь двумя часами. В ходе своей речи Найт объявил, что обвинение не ставит целью отмщение за то, что подсудимые сделали с Прайс. «То, что было сделано с ней, не может быть исправлено. То, что вы можете сделать сейчас — это вселить уверенность в то, что это не случится с другими женщинами». Лейбович выразил протест, что эта речь «взывает к страстям и предрассудкам» и обратился с просьбой признать нарушение юридических норм в суде. Найт согласился, что призыв к страстям имел место, и Каллахан отменил ходатайство. Найт продолжил: «Нас всех обуревают страсти, все мужчины в зале суда [готовы] защитить женщин Алабамы». Подводя итог его речи, обвинитель Уэйд Райт сделал обзор показаний и предупредил жюри: «Такого не должно случиться ни с одной женщиной, даже если она путешествует в вагоне-салоне, а не в полувагоне».
Обвинитель Бейли напомнил жюри, что закон предполагает невиновность Паттерсона даже если Джили и Прайс описали «такую грязь, что её не может вымолвить человеческий язык». В конце он выступил в защиту женщин: «Вместо того, чтобы описывать их облик … у них хватило смелости поехать в Чаттанугу и посмотреть на честную работу». Бейли напал на позицию защиты: «Они сказали, что их подставили! С самого начала дела они кричат о том, что их подставили! Кто их подставил? Ори Доббинс их подставил? Брат Хилл их подставил? Мы сделали много плохого в Скоттсборо, разве не так? И теперь они пришли сюда и пытаются убедить вас, что такие события произошли в соседним с вами графстве». Судья Каллахан предупредил жюри, что Прайс и Бейтс были изнасилованы без применения силы, только по принуждению. Он проинструктировал присяжных: «Если изнасилована белая женщина, то закон подразумевает, что она не вступала и не вступит добровольно в половые отношения с осуждённым, с негром». Судья заявил присяжным, что если Паттерсон действовал «с целью пособничества, поощрения, помощи или соучастия» насильникам, то он виновен в такой же мере, что и сами насильники. Судья объяснял присяжным, что им не нужно искать противоречий в показаниях Прайс. Если присяжные поверили ей, то этого достаточно для осуждения. Каллахан сказал, что он примет от них лишь два ответа — осуждение или оправдание, но он ожидает от присяжных только осуждения. Журнал Time описывал события так: «Спустя двадцать шесть часов коричневая деревянная дверь открылась с громким стуком. Бейлиф выпустил присяжных (судивших Норриса). Председатель жюри извлёк влажную скомканную бумажку и передал её клерку. Паттерсон вяло улыбнулся, когда клерк зачитал ему третий смертный приговор».
Как и предполагалось, судья Хортон потерпел поражение на перевыборах. Особенно тяжкое поражение он потерпел в округе Морган. На тех же выборах Томас Найт был избран заместителем губернатора штата Алабама.

## Новый суд над Норрисом
Судья Каллахан начал отбор присяжных для процесса над Норрисом 30 ноября 1933 в полдень Дня Благодарения. На суде Прайс показала, что двое из парней были вооружены пистолетами, они вышвырнули белых парней с поезда, она пыталась выпрыгнуть из поезда, но её схватили, бросили в гравий, которым был заполнен полувагон, один из преступников держал её за ноги, а другой приставил ей нож к шее, один из парней изнасиловал и её, и Руби Бейтс. Она заявила, что Норрис насиловал её, как и пятеро остальных. Каллахан не позволил Лейбовичу допросить Прайс о «преступлении на почве моральной распущенности». Он также не разрешил Лейбовичу задать вопрос, зачем она поехала в Чаттанугу (там она провела ночь) и спросить о Картере и Джилли. Каллахан также не дал Лейбовичу спросить о том, был ли у неё секс с Картером или Джилли. На перекрёстном допросе Прайс так часто бросала взгляды на Найта, что Лейбович обвинил её в том, что она ждёт сигнала. Судья Каллахан предупредил Лейбовича, что не потерпит «такой тактики» в своём зале суда.
Доктор Бриджес был свидетелем обвинения. На перекрёстном допросе Лейбович долго допрашивал его, пытаясь выбить из него признание о том, что изнасилование причинило бы намного больше повреждений, чем он обнаружил. Каллахан поддержал протест обвинения, постановив что «вопрос не основан на доказательствах». Руби Бейтс дала показание под присягой, находясь на больничной койке в Нью-Йорке. Это показание прибыло вовремя и могло быть зачитано перед жюри присяжных на суде над Норрисом. Судья Каллахан поддержал протест обвинения на чтение большей части показания, в том числе наиболее важной для защиты части, где Бейтс заявляла, что она и Прайс добровольно имели секс в Чаттануге в ночь накануне предполагаемого изнасилования. Лейбович зачитал оставшуюся часть показаний Бейтс, включая её версию о том, что случилось в поезде. Она заявила, что с ними в полувагоне ехали белые юноши, затем в вагон вошли чёрные ребята, между ними вспыхнула драка и негры «исчезли» до того, как отряд полиции остановил поезд в Пейнт-роке. Она показала что её, Прайс и Джилли арестовали, и Прайс выдвинула обвинение в изнасиловании, проинструктировав её, чтобы она поддержала её версию, чтобы избежать тюремной камеры. Она повторила, что ни её, ни Прайс не насиловали. Самого Норриса не допрашивали.
Обвинение и защита произнесли заключительные речи 4 декабря 1933 года. В своей речи Лейбович назвал позицию обвинения «презренным ложным обвинением, сделанным двумя бездельниками». Он попытался преодолеть предвзятое мнение, заявив «если у вас есть обоснованные сомнения, держитесь до конца. Стойте на своём, покажите, что вы люди, настоящие мужчины с красной кровью [в жилах]». Заключительная речь обвинения была короче и менее «ядовита», чем на суде над Паттерсоном. Она более упирала на доказательства, чем на предвзятое мнение жюри. Лейбович выдвинул немало протестов по поводу обращения судьи Каллахана к коллегии присяжных. Газета New York Times описала Лейбовича как «давящего на судью так же, как если бы он был враждебным свидетелем». Мэр Нью-Йорка Фьорелло Ла Гуардия выделил двоих крепких физически полицейских для охраны Лейбовича. В ходе длительных совещаний присяжных судья Каллахан также отрядил на защиту Лейбовича двоих помощников шерифа округа Морган. Присяжные начали совещание 5 декабря. После 14 часов обсуждений присяжные вернулись в зал суда и вынесли обвинительный вердикт, приговорив Норриса к смерти. Он выслушал приговор стоически. Лейбович незамедлительно подал апелляцию, и Паттерсон и Норрис вернулись в камеру смертников тюрьмы Килби. Остальные подсудимые ожидали результата апелляций в тюрьме округа Джефферсон в Бирмингеме, штат Алабама. Лейбовича под усиленной охраной проводили на вокзал, и он отбыл на поезде в Нью-Йорк.

## Отмена приговоров декейтерского суда
Дело «Норрис против штата Алабама» второй раз вернулось в Верховный суд США. Адвокаты Сэмюэль Лейбович, Уолтер Х. Поллак и Озмонд Франкель выступали со своими доводами по делу с 15 по 18 февраля 1935. Лейбович показал судьям, что имена негров были наспех добавлены к спискам присяжных. Судьи очень внимательно исследовали пункты. Томас Найт отстаивал мнение, что процесс отбора присяжных не зависел от цвета их кожи. В связи с тем, что дело Хейвуда Паттерсона было прекращено ввиду несвоевременной подачи апелляции, оно представлялось в нескольких версиях. Адвокаты Озмонд Френкель и Уолтер Поллак их оспаривали. .
Верховный суд США второй раз отменил приговор на основании того, что негры по расовым причинам были исключены из списков присяжных и 1 апреля 1935 года второй раз вернул дела в штат Алабама для проведения нового суда. В письме суду главный судья Хьюз сделал замечание, что принцип равной защиты в суде Конституции США прямо запрещает штатам исключать граждан из списков присяжных только по расовым причинам. Он заметил, что суд исследовал списки присяжных, наказал судью Каллахана и Верховный суд штата Алабама за утверждения, что негры не были исключены из списков присяжных. Согласно позиции Верховного суда, требовалось «что-то ещё». Суд заключил, что «просьба об отмене приговора … должна быть удовлетворена». Суд постановил, что было бы большой несправедливостью казнить Паттерсона, в то время как Норрис получил новый суд, утверждая при этом, что штату Алабаме следует также дать возможность для пересмотра дела Паттерсона. Губернатор штата Алабама Бибб Грейвс проинструктировал каждого обвинителя и судью штата Алабама «Нравится нам это решение или нет…Мы должны допустить негров в комнаты присяжных. Штат Алабама соблюдёт высший закон Америки».

## Последние суды
После возвращения дела на доследование 1 мая 1935 года Виктория Прайс снова выдвинула под присягой обвинения в изнасилованиях против подсудимых, оставшись единственным свидетелем обвинения. Крид Конвер стал первым негром, избранным в большое жюри штата Алабама со времён Реконструкции. Так как предъявление обвинения могло быть выдвинуто двумя третями голосов, большое жюри проголосовало за то, чтобы выдвинуть обвинение против подсудимых. Томас Найт, занимавший пост заместителя губернатора, был назначен специальным обвинителем. Лейбович признал, что южане смотрят на него как на чужака, и позволил местному адвокату Чарльзу Уаттсу стать ведущим адвокатом, сам Лейбович осуществлял поддержку. Судья Каллахан привлёк к суду всех подсудимых за исключением двух несовершеннолетних в Декейтере, где они все заявили о своей невиновности. Уаттс обратился с просьбой направить дело в федеральный суд, так как это дело затрагивало гражданские права, Каллахан тотчас отклонил просьбу. Он назначил 20 января 1936 года началом новых судов.

## Заключительные решения и последствия
23 января Хейвуд Паттерсон был осуждён за изнасилование и был приговорён к 75 годам заключения. В первый раз в истории штата Алабама негр избежал смертной казни за изнасилование белой женщины. В 1948 году Паттерсон бежал из тюрьмы и в 1950 году опубликовал «The Scottsboro Boy» после чего его поймало ФБР. После того как губернатор штата Мичиган отказался выдать Паттерсона штату Алабама, он был арестован за то, что во время драки в баре ударил ножом человека. Он был осуждён за непредумышленное убийство. Паттерсон скончался от рака в 1952 году в тюрьме, отбыв один год из своего срока заключения по второму приговору. Кларенс Норрис был осуждён 15 июля 1937 года за изнасилование и сексуальное посягательство и приговорён к смерти. Губернатор Грейвс заменил смертную казнь на пожизненное заключение. В 1946 году Норрис получил условно-досрочное освобождение, перешёл на подпольное положение, женился и прижил двоих детей.
В 1976 году его нашли в Бруклине. Национальная ассоциация содействия прогрессу цветного населения и прокурор штата Алабама упросили губернатора Джорджа Уоллеса помиловать Норриса, что он и сделал в этом же году. Автобиография Норриса «The Last of the Scottsboro Boys» была опубликована в 1979 году. Норрис скончался 23 января 1989 года. Эндрю Райт был осуждён за изнасилование 22 июля 1937 и был приговорён к 99 годам. Он получил досрочное освобождение, но нарушил его условия и был возвращён в тюрьму. В 1950 он получил окончательное освобождение в Нью-Йорке. Чарли Уимс был осуждён за изнасилование 24 июля 1937 и был приговорён к 105 годам тюремного заключения. В 1943 он был освобождён досрочно, отбыв 12 лет в одной из худших тюрем страны. Ози Пауэлла отправили в тюрьму Килби вместе с Райтом и Норрисом. 24 января 1936 в ходе этапирования в тюрьму Бирмингема он достал карманный нож и ударил им одного из конвойных. Двое других предположительно оттащили его за скованные наручниками руки. Один из конвойных выстрелил Пауэллу в лицо. Пауэлл получил необратимое повреждение мозга.
Пауэлл был признан виновным в нападении на помощника шерифа и был приговорён к 20 годам. Штат не стал предъявлять обвинения в изнасиловании в качестве сделки с правосудием. Пауэлл был освобождён из тюрьмы в 1946. 24 июля 1937 года штат Алабама отозвал все обвинения против Уилли Робертсона, Олена Монтгомери, Джина Уильямса и Роя Райта. Четверо негров провели по шесть лет в тюрьме: взрослые в камере смертников. После того, как штат Алабама выпустил на свободу Роя Райта, комитет защиты Скоттсборо пригласил его на лекционный тур по стране. Позднее Райт вступил в ряды армии а затем в торговый флот. В 1959 Райт вернулся из длительного плавания по морю и заподозрил жену в супружеской неверности. Он застрелил жену из ружья, после чего застрелился сам.
26 июля 1936 года Хейвуд Паттерсон был отправлен на ферму тюрьмы штата Атмур. Все оставшиеся «парни из Скоттсборо» были отправлены в тюрьму Килби. Губернатор Грейвс планировал даровать им досрочное освобождение в 1938, но был разозлён их враждебностью и отказом признать свою вину, и отклонил досрочное освобождение. Руби Бейтс работала некоторое время оратором организации ILD. Она заявила, что «сожалеет о всех бедах, которых им причинила», причиной чего она назвала «запугиванием со стороны правящего класса в Скоттсборо». Позднее она работала на прядильной фабрике в Нью-Йорке, в 1938 вернулась в Хантсвилль. Виктория Прайс до 1938 работала на хлопкопрядильной фабрике в Хантсвилле, затем переехала во Флинтвилль, штат Теннесси.
Широкую известность получила книга Scottsboro: A Tragedy of the American South , опубликованная в 1969, однако там ошибочно утверждалось что Бейтс и Прайс уже ушли из жизни. В 1976 вышел фильм компании NBC Judge Horton and the Scottsboro Boys, там утверждалось, что защитой было доказано, что Бейтс и Прайс были проститутками. Обе они подали на компанию в суд. Бейтс скончалась в 1976 в штате Вашингтон, где проживала со своим мужем-плотником, её дело не рассматривалось. Дело Прайс первоначально было отклонено, но она подала апелляцию, Верховный суд согласился в 1977 выслушать её дело. Прайс не последовала совету своего адвоката и пришла к соглашению с NBC, на полученные от компании деньги она купила дом. Скончалась Прайс в 1983 в округе Линкольн, штат Теннесси. Сегодня большинство жителей Скоттсборо признаёт несправедливость, произошедшую в их городе. В январе 2004 город установил мемориальную доску в память об этом деле, рассматриваемом в здании окружного суда Джексона. Согласно одному из репортажей: «87-летний старик-негр, посетивший церемонию установки, вспоминал, как его напугала реакция толпы при аресте парней, как в адрес заключённых раздавались угрозы». Говоря о решении установить доску, он заявил: «Я думаю, это сблизит расы, поможет взаимопониманию».

## В массовой культуре
- Действие романа «Убить пересмешника» писательницы Харпер Ли происходят на Юге в 1930-е. Адвокат Аттикус Финч защищает негра, обвинённого в изнасиловании. Часто заявляется, что персонаж Том Робинсон воплотил дело парней из Скоттсборо, когда играл судью в одноимённом фильме, однако сама Харпер Ли заявила в 2005 году, что имела в виду нечто менее сенсационное, хотя дело парней из Скоттсборо послужило «той же цели» — отображению предвзятого мнения южан[126].
- Американский певец и автор песен Ледбелли посвятил делу парней свою песню The Scottsboro Boys[127]. В ней он предупреждает «цветных» остерегаться, когда они едут в Алабаму. В песне содержатся строки «the man gonna get ya» и «Scottsboro boys [will] tell ya what it’s all about».
- В 1998 году канал Court TV[англ.] выпустил телевизионный документальный фильм по событиям судов в Скоттсборо, вошедший в сериал канала Greatest Trials of All Time[128].
- Дэниэль Анкер и Барак Грудман в 2001 году выпустили документальный фильм «Scottsboro: An American Tragedy[англ.]», номинированный на премию Оскар в номинации «Лучший документальный фильм».
- В 2006 году вышел художественный фильм «Heavens Fall[англ.]» по мотивам суда в Скоттсборо[129].
- В феврале 2010 года состоялась премьера мюзикла «The Scottsboro Boys[англ.]» на сценических площадках Бродвея Off Broadway[130]. В октябре 2010 года мюзикл был показан на сцене «Лицейского театра». Несмотря на хорошие отзывы на представления, не удалось привлечь широкую аудиторию, возможно, по причине спорного характера дела и его формата шоу негритянских певцов. 12 декабря 2010 года мюзикл был закрыт[131][132].